# Золотий міліарій

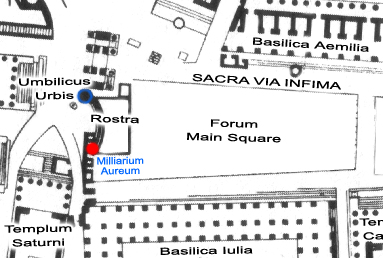
Золотий мильовий камінь на схемі Римського форуму

Золотий міліарій (лат. Milliarium Aureum) — давньоримська колона відліку миль з позолоченої бронзи на римському форумі.
Колона зведена за наказом імператора Августа в 20 до н. е. Раніше на колоні були відзначені назви столиць провінцій Римської імперії і відстані від Рима до них.
Від колони починалися всі основні дороги імперії («Всі дороги ведуть до Риму»).
До наших днів збереглися частини основи колони.